# Simplicia mesotheca
Simplicia mesotheca là một loài bướm đêm trong họ Noctuidae.